# Liste von Persönlichkeiten der Stadt Lübben (Spreewald)
In der Liste der Persönlichkeiten der Stadt Lübben (Spreewald) sind Personen aufgeführt, die mit der Stadt Lübben (Spreewald) in Verbindung stehen. Dazu gehören Ehrenbürger und Bürgermeister sowie Personen, die in Lübben geboren wurden oder dort gewirkt haben.

## Ehrenbürger
Die Ehrenbürger der Stadt Lübben.
| Jahr     | Name                          | Geburtsjahr | Todesjahr | Kurzbeschreibung                                                   | Bild                        |
| -------- | ----------------------------- | ----------- | --------- | ------------------------------------------------------------------ | --------------------------- |
| 1832     | Ernst Gottlob Roth            | 1797        | nach 1861 | Superintendent und Pastor primarius                                |                             |
| 1836     | Heinrich Gottlob Löscher      | 1795        | 1880      | Arzt und Hebammenlehrer                                            |                             |
| 1844     | Robert von Patow              | 1804        | 1890      | Finanzminister                                                     | Robert von Patow            |
| 1845     | Bernhard von Patow            | 1798        | 1858      | Geheimer Regierungsrat, Landrat des Kreises Lübben                 | Bernhard von Patow          |
| ca. 1850 | Josef Mothes                  | 1784        | 1851      | Landesbestallter und Hofrat                                        | Josef Mothes                |
| 1853     | Johann Karl Friedrich Hupe    | 1808        | 1866      | Superintendent                                                     |                             |
| 1854     | Otto Theodor von Manteuffel   | 1805        | 1882      | preußischer Ministerpräsident und Außenminister                    | Otto Theodor von Manteuffel |
| 1980     | Nikolai Iwanowitsch Charlamow | 1914        | nach 1980 | sowjetischer Stadt- und Kreiskommandant nach dem Zweiten Weltkrieg | [ 3 ]                       |

## Bürgermeister
Die Bürgermeister der Stadt Lübben.
| Amtszeit  | Name                                                                         |
| --------- | ---------------------------------------------------------------------------- |
| 1794–1807 | August Wilhelm Beckmann († 1807) und Martin Carl Andreas Neumann             |
| 1807–1824 | Martin Carl Andreas Neumann († 12. April 1824) und Christian Gottlob Alberti |
| 1824–1830 | Christian Gottlob Alberti († 6. September 1830)                              |
| 1830–1832 | Schubke (kommissarisch)                                                      |
| 1832–1835 | Carl Gottlieb Wohlfahrt                                                      |
| 1836–1852 | Johann Wilhelm Neumann                                                       |
| 1852–1864 | Karl-August Sachsenröder                                                     |
| 1864–1872 | Karl-Theodor Louis Große                                                     |
| 1872–1874 | Friedrich Wilhelm Mehling                                                    |
| 1874–1901 | Emil Moritz Koberstein (1835–1901)                                           |
| 1902–1936 | Karl Kirsch                                                                  |
| 1937–1945 | Rudolf Genrich                                                               |
| 1945–1947 | Friedrich Schulze (kommissarisch)                                            |
| 1948–1950 | Alma Maey                                                                    |
| 1951–1952 | Walter Resag (kommissarisch)                                                 |
| 1952–1953 | Herbert Lewinsky (kommissarisch)                                             |
| 1953–1954 | Werner Miras                                                                 |
| 1954–1955 | Erich Pohland                                                                |
| 1955–1957 | Rolf Wahl                                                                    |
| 1957–1960 | Walter Stein                                                                 |
| 1960–1965 | Kurt Eschberger                                                              |
| 1965–1979 | Paul Hoffmann                                                                |
| 1979–1989 | Hellmuth Franzka (1926–2013)                                                 |
| 1989–1990 | Elfi Lowa                                                                    |
| 1990      | Rolf Friedrich                                                               |
| 1990–2014 | Lothar Bretterbauer                                                          |
| 2014–2015 | Frank Neumann (amtierend)                                                    |
| 2015–2022 | Lars Kolan                                                                   |
| seit 2022 | Jens Richter                                                                 |

## Söhne und Töchter der Stadt
| Name                                   | Geburtsjahr | Todesjahr | Kurzbeschreibung                                                                                            | Bild                                   |
| -------------------------------------- | ----------- | --------- | --- | -------------------------------------- |
| Johann Christian Adami                 | 1689        | 1753      | lutherischer Theologe, Oberpfarrer und Schulinspektor in Luckau                                             | Johann Christian Adami d. J.           |
| Karl Altrichter                        | 1844        | 1917      | Schriftsteller                                                                                              | Karl Altrichter (links)                |
| Hermann Augustin                       | 1846        | 1907      | Generalmajor                                                                                                |                                        |
| Johann Friedrich Bahrdt                | 1713        | 1775      | evangelischer Theologe                                                                                      | Johann Friedrich Bahrdt                |
| Johann Heinrich Behrens                | 1735        | 1844      | Unteroffizier im Siebenjährigen Krieg, mit 109 Jahren einer der ältesten Menschen seiner Zeit               | Johann Heinrich Behrens                |
| Adolf Friedrich von Besser             | 1777        | 1836      | Generalmajor                                                                                                |                                        |
| Ehrenreich Wilhelm Gottlieb von Besser | 1740        | 1807      | Generalleutnant                                                                                             | Ehrenreich Wilhelm Gottlieb von Besser |
| Dieter Brauer                          | 1935        | 2009      | Pianist, Komponist und Musikpädagoge                                                                        |                                        |
| Theodor von Brescius                   | 1798        | 1871      | Landrat des Kreises Züllichau-Schwiebus und Mitglied der Frankfurter Nationalversammlung                    |                                        |
| Lothar Bretterbauer                    | 1953        |           | Bürgermeister                                                                                               | Bild                                   |
| Hans Peter Bull                        | 1936        |           | Staats- und Verwaltungsrechtler, Bundesbeauftragter für Datenschutz und Innenminister in Schleswig-Holstein | Bild                                   |
| Karin Büttner-Janz                     | 1952        |           | Kunstturnerin, Olympiasiegerin und habilitierte Ärztin, geboren in Hartmannsdorf                            | Karin Büttner-Janz                     |
| George Classen                         | 1942        |           | Maler | Bild                                   |
| Marike Dommasch                        | 2006        |           | Fußballspielerin                                                                                            |                                        |
| Ernst Esche                            | 1895        | 1969      | Agronom, Honorarprofessor für Milchwirtschaft                                                               |                                        |
| Gotthard von Falkenhausen              | 1899        | 1982      | Bankier, geboren in Steinkirchen                                                                            | [ 6 ]                                  |
| Max von Förster                        | 1845        | 1905      | Ingenieuroffizier und Unternehmer                                                                           |                                        |
| Gerd Franzka                           | 1958        |           | Behindertensportler, geboren in Hartmannsdorf                                                               |                                        |
| Klaus-Peter Gäbelein                   | 1943        |           | Autor, Historiker, Kolumnist, Mundartdichter und Moderator                                                  | Klaus-Peter Gäbelein                   |
| Christian Götz                         | 1783        | 1849      | Generalmajor                                                                                                | Bild                                   |
| Nadine Graßmel                         | 1979        |           | Politikerin (SPD), Mitglied des Landtages von Brandenburg                                                   |                                        |
| Hans Walter Gruhle                     | 1880        | 1958      | Psychiater                                                                                                  | Bild                                   |
| Karl Gottlob Günther                   | 1752        | 1832      | Archivar |                                        |
| Benno Hann von Weyhern                 | 1808        | 1890      | General der Kavallerie                                                                                      | Benno Hann von Weyhern                 |
| Karl Hoffmann                          | 1876        | 1935      | Publizist                                                                                                   | [ 7 ]                                  |
| Günter Hörning                         | 1935        | 2022      | Zimmerer und Diplom-Bauingenieur, Politiker (CDU), Abgeordneter der Volkskammer                             |                                        |
| Ernst Jacobi                           | 1867        | 1946      | Jurist |                                        |
| Jacob Jan                              | 1604        | 1671      | Leibarzt des dänischen Königs                                                                               |                                        |
| Gustav von Kleist                      | 1801        | 1884      | preußischer Landrat und Politiker                                                                           | Gustav von Kleist                      |
| Louis Klopsch                          | 1852        | 1910      | US-amerikanischer Schriftsteller                                                                            | Louis Klopsch                          |
| Friedrich August Koethe                | 1781        | 1850      | evangelischer Theologe und Schriftsteller                                                                   | Friedrich August Koethe                |
| Johannes Wilhelm Koethe                | 1783        | 1867      | evangelischer Theologe und Pädagoge                                                                         | [ 8 ]                                  |
| Gustav Köhler                          | 1818        | 1896      | Generalleutnant, Militärschriftsteller                                                                      | Karl Heinrich Adolf Gustav Köhler      |
| Ernst Krahl                            | 1867        | 1944      | Gymnasiallehrer und -direktor                                                                               |                                        |
| Hans Krause                            | 1864        | 1927      | preußischer Generalmajor                                                                                    |                                        |
| Sylvio Kroll                           | 1965        |           | Kunstturner, Weltmeister und Olympiazweiter                                                                 | Sylvio Kroll                           |
| Benno Kühn                             | 1865        | 1949      | Geologe und Hochschullehrer                                                                                 | Benno Kühn                             |
| Kornelia Kunisch                       | 1959        |           | Handballspielerin, Weltmeisterin und Olympia-Bronzemedaillengewinnerin                                      | Bild                                   |
| Helmut Lambert                         | 1904        | 1944      | SA-Brigadeführer, Regierungspräsident in Aurich                                                             |                                        |
| Kurt Lange                             | 1881        | 1958      | Komponist                                                                                                   | [ 9 ]                                  |
| Georg Friedrich Laurentius             | 1594        | 1673      | Pharmazeut und Arzt                                                                                         | Georg Friedrich Laurentius             |
| Johann Leddin                          | 1639        | 1693      | Jurist, Oberamtskanzler der Oberlausitz                                                                     | Johann Leddin                          |
| Erich Lehmann                          | 1890        | 1917      | Sprinter und Mittelstreckenläufer, geboren in Treppendorf                                                   |                                        |
| Karl Lehmann                           | 1879        | nach 1932 | Politiker (CNBL), Reichstagsabgeordneter, geboren in Groß Lubolz                                            | Karl Lehmann                           |
| Hannes Liebach                         | 1987        |           | Deutscher Meister 2016 über 3000 Meter Hindernis                                                            |                                        |
| Christian Lillinger                    | 1984        |           | Schlagzeuger, Komponist und Perkussionist                                                                   | Christian Lillinger                    |
| Robert Lillinger                       | 1990        |           | Dirigent, Pianist und Komponist                                                                             |                                        |
| Alexander Robert von Loebenstein       | 1811        | 1855      | Ornithologe und Präparator                                                                                  | Alexander Robert von Loebenstein       |
| Frank Machau                           | um 1975     |           | Musiker bei der Band Orplid                                                                                 |                                        |
| Berthold Manasse                       | 1874        | 1947?     | Wirtschaftsberater, Kommerzienrat                                                                           | [ 10 ]                                 |
| Karl Otto von Manteuffel               | 1806        | 1879      | preußischer Politiker und Landwirtschaftsminister                                                           | Karl Otto von Manteuffel               |
| Otto Theodor von Manteuffel            | 1805        | 1882      | preußischer Politiker, Ministerpräsident und Außenminister                                                  | Otto Theodor von Manteuffel            |
| Rudolf Marloth                         | 1855        | 1931      | Botaniker                                                                                                   | Bild                                   |
| Denny Matthes                          | 1983        |           | deutscher Fußballspieler                                                                                    |                                        |
| Ella Mensch                            | 1859        | 1935      | Schriftstellerin                                                                                            | Ella Mensch                            |
| Dirk Minkwitz                          | 1966        |           | Fußballspieler                                                                                              | Bild                                   |
| Marie Elisabeth Moritz                 | 1860        | 1925      | Malerin |                                        |
| Heinrich von Mosch                     | 1930        | 2014      | deutscher Regierungsbeamter, Regierungspräsident von Mittelfranken                                          | [ 11 ]                                 |
| Johann Friedrich Mudre                 | 1736        | 1810      | evangelischer Theologe und Schriftsteller                                                                   |                                        |
| Hermann von Müllenheim-Rechberg        | 1845        | 1903      | deutscher Militär und Landeshistoriker des Elsass                                                           |                                        |
| Christian Ernst Mussigk                | 1671        | 1724      | evangelischer Pfarrer und Superintendent                                                                    |                                        |
| Hans Nerth                             | 1931        | 2020      | Schriftsteller, Regisseur und Journalist                                                                    |                                        |
| Johann Wilhelm Neumann                 | 1797        | 1870      | Jurist, Historiker und langjähriger Bürgermeister Lübbens                                                   | Johann Wilhelm Neumann                 |
| Heinz-Dieter Nieschke                  | 1942        |           | Politiker (CDU), Mitglied des Landtags von Brandenburg, Präsident des Landesbauernverbands Brandenburg      | Bild                                   |
| Bernhard von Patow                     | 1798        | 1858      | Landrat | Bernhard von Patow                     |
| Gerhard Paul                           | 1938        |           | Synchronsprecher                                                                                            |                                        |
| Christian Moritz Pauli                 | 1785        | 1825      | Pädagoge und Sprachwissenschaftler                                                                          |                                        |
| Karl Maximilian von Rade               | 1771        | 1854      | Generalmajor                                                                                                |                                        |
| Benjamin Raschke                       | 1982        |           | Politiker der Grünen, Vorsitzender des Landesverbands Brandenburg, Mitglied des Landtages Brandenburg       | Benjamin Raschke                       |
| Clemens Theodor Reichert               | 1829        | 1893      | Bürgermeister von Görlitz, Mitglied des Preußischen Herrenhauses                                            | Clemens Theodor Reichert               |
| Wilhelm Remler                         | 1824        | 1896      | Orgelbauer                                                                                                  |                                        |
| René Richter                           | 1967        |           | Radrennfahrer                                                                                               | René Richter                           |
| Ingrid Richter-Wendel                  | 1933        |           | Schauspielerin, geboren in Radensdorf                                                                       | Bild                                   |
| Johann Friedrich Rietz                 | 1767        | 1828      | Bratschist, Vater von Eduard Ritz und Julius Rietz                                                          |                                        |
| Dietrich von Roeder                    | 1861        | 1945      | General der Infanterie                                                                                      |                                        |
| Wilhelm August Roth                    | 1833        | 1892      | Militärhygieniker und Generalarzt                                                                           | Wilhelm August Roth                    |
| Thorsten Rund                          | 1976        |           | Radrennfahrer                                                                                               | Thorsten Rund                          |
| Christian August Scheller              | 1769        | 1848      | Geheimer Justizrat                                                                                          |                                        |
| Skadi Schier                           | 2000        |           | Leichtathletin                                                                                              |                                        |
| Kathrin Schneider                      | 1962        |           | Politikerin (SPD), Ministerin für Infrastruktur und Landesplanung des Landes Brandenburg                    | Bild                                   |
| Joachim Schobeß                        | 1908        | 1988      | Bibliothekar und Leiter des Theodor-Fontane-Archivs                                                         | Bild                                   |
| Carl Siegemund Schönebeck              | 1758        | 1806      | Cellist und Komponist                                                                                       |                                        |
| Axel Schreiber                         | 1980        |           | Schauspieler und Synchronsprecher                                                                           | Bild                                   |
| Lavinia Schulz                         | 1896        | 1924      | expressionistische Schauspielerin und Maskentänzerin                                                        | Lavinia Schulz                         |
| Ottilie Schwahn                        | 1849        | 1918      | Erzählerin                                                                                                  | Ottilie Schwahn                        |
| Laura M. Schwengber                    | 1989        |           | Gebärdensprachendolmetscherin                                                                               | Laura M. Schwengber                    |
| Ingo Spelly                            | 1966        |           | Kanute, Olympiasieger                                                                                       | Bild                                   |
| Carl August von Stutterheim            | 1759        | 1820      | Generalmajor                                                                                                | Carl August von Stutterheim            |
| August Wilhelm Stünzner                | 1777        | 1835      | Generalmajor                                                                                                |                                        |
| Karl Ewald von Stünzner                | 1807        | 1891      | Landrat und Abgeordneter in der Ersten Kammer des Preußischen Landtags                                      |                                        |
| Rolf Thiele                            | 1935        | 2019      | Ingenieurwissenschaftler und Hochschullehrer                                                                |                                        |
| Friedrich Thiergart                    | 1905        | 1977      | Apotheker und Paläobotaniker                                                                                |                                        |
| Hans Thuar                             | 1887        | 1945      | Maler des Rheinischen Expressionismus, geboren in Treppendorf                                               | Hans Thuar                             |
| Karl Ernst Willibald Toussaint         | 1836        | 1898      | Reichsgerichtsrat                                                                                           |                                        |
| Karl von Trebra                        | 1834        | 1905      | Preußischer Generalmajor                                                                                    |                                        |
| Robert Oswald von Ulrici               | 1816        | 1886      | Forstmann, Beamter und Leiter des gesamten preußischen Forstwesens                                          |                                        |
| Julius Uschner                         | 1805        | 1885      | Maler |                                        |
| Karl Uschner                           | 1802        | 1876      | Schriftsteller und Übersetzer antiker Dichtungen                                                            |                                        |
| Christian Friedrich Voß                | 1724        | 1795      | Verleger | Christian Friedrich Voß                |
| Martin Weise                           | 1605        | 1693      | Mediziner                                                                                                   | Martin Weise                           |
| Thomas Wunderlich                      | 1979        |           | Kapitän der Polarstern                                                                                      |                                        |

## Kommandeure des Brandenburgischen Jäger-Bataillons Nr.3
Die Kommandeure des Brandenburgischen Jäger-Bataillons Nr. 3:
| Beginn                     | Name                               | geb. | gest. | höchster Dienstgrad (soweit bekannt)                      | Bild                           |
| -------------------------- | ---------------------------------- | ---- | ----- | --------------------------------------------------------- | ------------------------------ |
| 21. Juni 1815              | Ferdinand von Logau                | 1782 | 1864  | Major                                                     |                                |
| 29. Aug. 1815              | Friedrich August Bock              | 1771 | 1837  | Oberstleutnant                                            |                                |
| 31. Aug. 1819              | Gottfried von Bockelmann           | 1789 | 1860  | Generalleutnant                                           |                                |
| 13. Apr. 1821              | Scipio Ludwig Karl von Taubenheim  | 1787 | 1844  | Generalmajor                                              |                                |
| 30. März 1828              | Georg Wilhelm Rumschöttel          | 1786 | 1853  | Major                                                     |                                |
| 30. März 1830              | Hermann von Roeder                 | 1797 | 1857  | Generalmajor                                              | Hermann von Roeder             |
| 9. Apr. 1846               | Alexander von Pentz                | 1800 | 1879  | Oberst                                                    |                                |
| 14. Juni 1854              | Otto von Stuckrad                  | 1803 | 1888  | Generalmajor                                              | [ 13 ]                         |
| 16. Mai 1857               | Louis Graf zu Dohna                | 1811 | 1875  | Generalmajor                                              |                                |
| 14. Juni 1859              | Alfons Girodz von Gaudi            | 1818 | 1888  | Generalleutnant                                           |                                |
| 10. Feb. 1863              | Eric von Witzleben                 | 1819 | 1878  | Oberst                                                    |                                |
| 3. Aug. 1867               | Georg von Rechenberg               | 1819 | 1899  | Oberst                                                    |                                |
| 18. Juli 1870              | Eduard von Jena                    | 1826 | 1909  | Generalleutnant                                           | Eduard Karl von Jena           |
| 7. Nov. 1870               | Heinrich von Nordeck (m. d. F. b.) | 1824 | 1910  | Generalmajor                                              |                                |
| 2. Juni 1871               | Anton von L’Estocq                 | 1823 | 1913  | Generalleutnant                                           | [ 14 ]                         |
| 14. Feb. 1874              | Georg von Wehren                   | 1827 | 1892  | Oberst                                                    |                                |
| 12. Feb. 1876              | Hans von Willisen                  | 1837 | 1905  | Generalleutnant                                           | Hans von Willisen              |
| 14. Jan. 1879              | Hermann von Peschke                | 1835 | 1888  | Oberstleutnant                                            |                                |
| 26. März 1885              | Bernhard Friedrich von Krosigk     | 1837 | 1912  | Generalmajor, Mitglied des Preußischen Abgeordnetenhauses | Bernhard Friedrich von Krosigk |
| 22. März 1891              | Georg von Zastrow                  | 1846 | 1907  | Generalmajor                                              |                                |
| 18. Juli 1896              | Vincentius de Paula von Brixen     | 1850 | 1917  | Generalleutnant                                           |                                |
| 17. Feb. 1900              | Otto Bock von Wülfingen            | 1855 | 1937  | Generalmajor, Mitglied des Preußischen Abgeordnetenhauses | Otto Bock von Wülfingen        |
| 22. Apr. 1905              | Max von Troschke                   | 1859 | 1936  | Generalleutnant                                           |                                |
| 24. März 1909              | Ernst von Eschwege                 | 1858 | 1915  | Major                                                     |                                |
| 19. Dez. 1911              | Rudolf von der Osten               | 1865 | 1943  | Generalmajor                                              |                                |
| 2. Aug. 1914               | Kuno von Quitzow                   | 1868 | 1917  | Major                                                     |                                |
| 22. Jan. 1916              | Walter von Goerne                  | 1871 | 1924  | ?                                                         |                                |
| 30. März 1918              | Max von Schenckendorff             | 1875 | 1943  | General der Infanterie                                    | Max von Schenckendorff         |
| 4. Aug. 1918               | Wilhelm von Schweinitz             | 1873 | 1932  | Major                                                     |                                |
| Nov. 1918                  | Friedrich von Jena                 | 1873 | 1921  | Oberstleutnant                                            | [ 15 ]                         |
| 1. März 1919 0–Januar 1920 | Justus von Seelhorst               | 1870 | 1934  | Oberstleutnant                                            |                                |

Der Name des Bataillons änderte sich von „Feld-Jäger-Bataillon des II. Armee-Korps“ ab dem Stiftungstag (21. Juni 1815), über „3. Jäger-Bataillon“ (ab 29. August 1815), „2. Jäger-Bataillon“ (ab 24. November 1815), „2. Jäger-Bataillon (Magdeburgisches)“ (ab 5. November 1816), „3. Jäger-Bataillon (Brandenburgisches)“ (ab 13. April 1821) und „3. Jäger-Bataillon“ (ab 21. November 1848) zu „Brandenburgisches Jäger-Bataillon Nr. 3“ (ab 4. Juli 1860). Chef war ab dem 16. Juni 1913 Generaloberst / G.F.M. Hans von Plessen (1841–1929). Die Tradition führten im Reichsheer das 16./9. (Preuß.) Infanterie-Regiment in Lübben und in der Wehrmacht das III./Infanterie-Regiment 8 in Lübben weiter.
Der Standort war 1815 bis 1818 in Frankreich, ab 1818 in Halle, ab 1821 in Grünberg/Schlesien, ab 1827 in Lübben, ab 1831 in Brandenburg und ab 1832 in Lübben.

## Gewinner der Neuhausmedaille und der Stadtmedaille Lübben
| Jahr  | Name                     | Geburtsjahr | Todesjahr | Kurzbeschreibung                                                                        | Bild   |
| ----- | ------------------------ | ----------- | --------- | --------------------------------------------------------------------------------------- | ------ |
| 1997? | Gerd Franzka             | 1958        |           | Behindertensportler, zweifacher Silbermedaillengewinner bei den Sommer-Paralympics 1996 |        |
| 1998? | Brigida Melzer           | 1937        |           | Vorsitzende des Kinderhilfsvereins für Tschernobyl                                      |        |
| 1999? | Werner Kuhtz             | 1944        |           | Vorsitzender des Städtepartnerschaftsvereins                                            |        |
| 2000? | Eckart Maziul            | 1940        |           | Architekt, Sanierung des Neuhauses                                                      |        |
| 2001? | Götz von Houwald         | 1913        | 2001      | Diplomat, Ethnologe und Historiker; wuchs in Steinkirchen (heute zu Lübben) auf         | Bild   |
| 2002? | Cornelia und Peter Ewald | ca. 1960    |           | Kirchenmusiker-Ehepaar                                                                  |        |
| 2003  | Karin Sander             | 1940        |           | Geschäftsführerin der Lübbener Diakonie, Mitbegründerin des Hospizhelferkreises         | [ 19 ] |
| 2004  | Monika Dinter            | 1950        |           | Kommunalpolitikerin (CDU), Vorsitzende der Stadtverordnetenversammlung                  | [ 22 ] |
| 2005  | Horst Wagenfeld          | 1935        |           | Landschaftsarchitekt, Gestaltung der Lübbener Schlossinsel                              | [ 24 ] |
| 2006  | keine Verleihung         |             |           |                                                                                         |        |

| Jahr | Name           | Geburtsjahr    | Todesjahr | Kurzbeschreibung                                                   | Bild   |
| ---- | -------------- | -------------- | --------- | ------------------------------------------------------------------ | ------ |
| 2007 | Beate Seewald  | 1958 oder 1959 |           | Engagement für den Bau und den Betrieb des Reha-Zentrums Lübben    | [ 26 ] |
| 2008 | Mario Selbitz  | 1984           |           | Lubolzer Behindertensportler, Deutscher Meister im Straßenradsport | [ 27 ] |
| 2009 | Günter Hörning | 1935           |           | Lübbener Bau-Unternehmer, Abgeordneter der 10. Volkskammer         | [ 28 ] |
| 2010 | Bernd Wrege    | um 1965        |           | Lübbener Stadtbrandmeister                                         | [ 29 ] |
| 2011 | Manfred Meehs  | 1956 oder 1957 |           | Leiter der Waldschule „Zum Specht“ in Börnichen                    | [ 30 ] |

## Geistliche

### Generalsuperintendenten
In Lübben war seit etwa 1668 der Sitz des Generalsuperintendenten und des Konsistoriums, als leitende Gremien der evangelischen Kirche in der Niederlausitz, unter kursächsischer Verwaltung. 1816 wurde das Konsistorium unter preußischer Herrschaft aufgelöst, später die Generalsuperintendenturen der Niederlausitz und der Neumark zusammengelegt.
| Amtszeit     | Name                        | Lebensdaten  | Bemerkungen                                                               | Bild |
| ------------ | --------------------------- | ------------ | ------------------------------------------------------------------------- | ---- |
| um 1668–1683 | Johann Georg Hutten         | 1615–1683    |                                                                           |      |
| 1683–1700    | Daniel Römer                | 1617–1700    |                                                                           |      |
| 1700–1705    | Johann Samuel Schaper       | um 1650–1705 |                                                                           |      |
| 1706–1711    | Andreas Töpfer              | 1668 – 1744  |                                                                           |      |
| 1711–1715    | Johann Christian Adami      | 1662–1715    | auch Kirchenlieddichter                                                   |      |
| – 1746?      | Johann Gottlob Stoltze      | 1668–1746    |                                                                           |      |
| 1746/47      | Vakanz                      |              | nach seiner Berufung starb Johann Gottfried Krause vor der Amtseinführung |      |
| 1747–1784    | Friedrich Wilhelm Sartorius | 1715–1784    |                                                                           |      |
| 1785–1810    | Gothelf Christian Gretsel   | 1748–1810    |                                                                           |      |
| 1810–1846    | Karl Friedrich Brescius     | 1766–1846    | seit 1815 in Königreich Preußen                                           |      |
| 1946–1949    | Günter Jacob                | 1906–1993    | [ 32 ]                                                                    |      |

### Weitere evangelische Pfarrer
Die Nikolaikirche hatte mehrere Pfarrer, bis in das 20. Jahrhundert einen Oberpfarrer (Archidiakon, pastor primarius), einen Diakon (2. Pfarrer) und einen Subdiakon (3. Prediger). Bekanntester Geistlicher in Lübben war der Liederdichter Paul Gerhardt.
| Amtszeit     | Name               | Lebensdaten    | Bemerkungen                                                 | Bild |
| ------------ | ------------------ | -------------- | ----------------------------------------------------------- | ---- |
| 1563–1566    | Johann Kittel      | 1519–1590      | Oberpfarrer i                                               |      |
|              | Johann Sagittarius | 1531–1584      | evangelischer Offizial in Lübben                            |      |
| 1575         | Johann Agricola    | um 1534–1590   | vorher Superintendent in Calau, danach weitere Pfarrstellen |      |
|              | Handroš Tara       | um 1570–1638   | niedersorbischer Pfarrer                                    |      |
| 1669         | Paul Gerhardt      | 1607–1676      | bekannter Kirchenlieddichter, Archidiakon                   |      |
| 1809–1833/39 | Ernst Gottlob Roth | 1797–nach 1861 | Ehrenbürger von Lübben, 1832 Superintendent                 |      |

### Katholische Priester
| Amtszeit | Name            | Daten | Bemerkungen | Bild |
| -------- | --------------- | ----- | ----------- | ---- |
|          | Alfred Hoffmann | 1958  |             |      |

## Weitere Persönlichkeiten
| Name                                               | Geburtsjahr | Todesjahr | Kurzbeschreibung | Bild                                               |
| -------------------------------------------------- | ----------- | --------- | --- | -------------------------------------------------- |
| Busso von Alvensleben                              | 1928        | 2009      | Brigadegeneral der Bundeswehr; besuchte die Schule in Lübben |                                                    |
| Gustav Konstantin von Alvensleben                  | 1879        | 1965      | Unternehmer in Kanada und den USA; Soldat im Brandenburgischen Jäger-Bataillon Nr. 3 in Lübben                                                                                      | Gustav Konstantin von Alvensleben                  |
| Frieder Andrich                                    | 1948        |           | deutscher Fußballspieler und -trainer; Trainer von Grün-Weiß Lübben |                                                    |
| Gottfried Asselmann                                | 1851        | 1917      | evangelischer Pfarrer, Heimatforscher; gestorben in Lübben | Gottfried Asselmann                                |
| Theodor von Becherer                               | 1823        | 1883      | Verwaltungsbeamter; Referendariat beim Land- und Stadtgericht Lübben |                                                    |
| Marga Beck                                         | 1938        |           | Politikerin (CDU), Mitglied des Brandenburgischen Landtags; lebt in Lübben |                                                    |
| Julius Wilhelm von Beerfelde                       | 1805        | 1871      | Jurist und Mitglied des Konstituierenden Reichstags des Norddeutschen Bundes; gestorben in Lübben                                                                                   |                                                    |
| Johann Heinrich von Berger                         | 1657        | 1732      | Jurist; zeitweise am Niederlausitzer Landgericht in Lübben | Johann Heinrich von Berger                         |
| Walter von Bergmann                                | 1864        | 1950      | General der Infanterie; war zeitweise beim Brandenburgischen Jäger-Bataillon Nr. 3 in Lübben                                                                                        | [ 33 ]                                             |
| Veit Ulrich von Beulwitz                           | 1899        | 1934      | Politiker (NSDAP) und ranghoher SA-Führer; war zeitweise beim Brandenburgischen Jäger-Bataillon Nr. 3 in Lübben                                                                     |                                                    |
| Walter von Brockdorff-Ahlefeldt                    | 1887        | 1943      | General der Infanterie im Zweiten Weltkrieg; begann seine Laufbahn im Brandenburgischen Jäger-Bataillon Nr. 3 in Lübben                                                             |                                                    |
| Christian Wilhelm Bronisch                         | 1788        | 1881      | sorbischer Pfarrer und Sprachwissenschaftler; zeitweise Hauslehrer in Lübben | Christian Wilhelm Bronisch                         |
| Georg Christoph von Burgsdorf                      | 1673        | 1741      | Landeshauptmann des Marggraftums Niederlausitz; gestorben in Lübben | Georg Christoph von Burgsdorf                      |
| Friedrich Heinrich Sigismund Gustav von Carlsburg  | 1779        | 1849      | Kreisland- und Regierungsrat, Rittergutsbesitzer; Konsistorialrat in Lübben |                                                    |
| Christian I. von Sachsen-Merseburg                 | 1615        | 1691      | Herzog des kursächsischen Sekundogeniturfürstentums Sachsen-Merseburg; ließ das Schloss Lübben als Verwaltungssitz errichten                                                        | Christian I. von Sachsen-Merseburg                 |
| Martin Delius                                      | 1984        |           | Politiker (Piratenpartei), Mitglied des Berliner Abgeordnetenhauses; Abitur am Paul-Gerhardt-Gymnasium in Lübben (Spreewald)                                                        | Martin Delius                                      |
| Johann Christian Dolz                              | 1769        | 1843      | Pädagoge; besuchte das Lyceum in Lübben | Johann Christian Dolz                              |
| Adam Heinrich Dresig                               | 1701        | 1761      | Pädagoge und Altphilologe; Rektor in Lübben |                                                    |
| Bruno Duday                                        | 1880        | 1946      | Filmproduzent; Kommandant des Kriegsgefangenenlagers Lübben |                                                    |
| Heinrich von und zu Egloffstein                    | 1845        | 1914      | General der Infanterie und Hofmarschall; begann seine Militärkarriere im Brandenburgischen Jäger-Bataillon Nr. 3 in Lübben                                                          |                                                    |
| Johannes Ehlers                                    | 1837        | 1919      | Schriftsteller; Lehrer in Lübben | Johannes Ehlers                                    |
| Karl Friedrich Wilhelm Erbstein                    | 1757        | 1836      | Buchhändler, Historiker und Numismatiker; unterhielt eine Filiale in Lübben |                                                    |
| Paul Fahlisch                                      | 1844        | 1930      | Lehrer und Regionalhistoriker; besuchte die Schule in Lübben | Bild                                               |
| Friedrich von Falkenhausen                         | 1869        | 1946      | Verwaltungsjurist, Schriftsteller und Übersetzer; Landrat des Kreises Lübben | Friedrich von Falkenhausen                         |
| Heinrich Fickler                                   | 1872        | nach 1942 | deutscher Jurist, zuletzt Reichsgerichtsrat; Gerichtsassessor in Lübben |                                                    |
| Carl Ferdinand Fiedler                             | 1799        | 1844      | evangelischer Theologe und Pädagoge; besuchte das Gymnasium in Lübben |                                                    |
| Johann Fiehn                                       | 1875        | 1939      | Regierungsbaumeister, Landrat und Polizeidirektor; diente im Brandenburgischen Jäger-Bataillon Nr. 3 in Lübben                                                                      |                                                    |
| Wolfgang Figulus                                   | um 1525     | 1589      | Komponist und Musiktheoretiker; um 1545 Kantor in Lübben |                                                    |
| Kurt Finker                                        | 1928        | 2015      | Historiker; Neulehrer an der Volksschule Lübben |                                                    |
| Karl von Forstner                                  | 1790        | 1857      | Generalmajor; gestorben in Neuhaus bei Lübben | Friedrich Karl Peter Gottlob von Forstner          |
| Max Fritz                                          | 1849        | 1920      | Landschaftsmaler; lebte zeitweise in Lübben |                                                    |
| Jan Bjedrich Fryco (Johann Friedrich Fritze)       | 1747        | 1819      | evangelischer Pfarrer, Übersetzer, Demograph; besuchte das Gymnasium in Lübben | Jan Bjedrich Fryco                                 |
| Heinz Gaedcke                                      | 1905        | 1992      | Generalmajor im Heer der Wehrmacht, Generalleutnant bei der Bundeswehr; beim 8. (Preußischen) Infanterie-Regiment in Lübben                                                         |                                                    |
| Kurt Gdanietz                                      | 1928        | 2019      | Chirurg und Kinderchirurg; Fachausbildung im Landeskrankenhaus Lübben |                                                    |
| Marco Gebhardt                                     | 1972        |           | deutscher Fußballspieler und -trainer; Trainer von Grün-Weiß Lübben | Marco Gebhardt                                     |
| Bernhard Geier                                     | 1926        | 2009      | Generalmajor der NVA, Kommandeur des Grenzkommandos Mitte der Grenztruppen der DDR; Wachtmeister im VP-Kreisamt Lübben                                                              |                                                    |
| Hellmut von Gerlach                                | 1866        | 1935      | Politiker und Publizist; Referendar am Amtsgericht in Lübben | Hellmut von Gerlach                                |
| Otto Girndt                                        | 1835        | 1911      | Schriftsteller und Librettist; wuchs in Lübben auf | Otto Girndt                                        |
| Otto Gleim                                         | 1866        | 1929      | Gouverneur von Kamerun und Unterstaatssekretär im Reichskolonialamt; als Referendar in Lübben                                                                                       | Otto Gleim                                         |
| Johann Georg Glume                                 | 1679        | 1765      | Bildhauer des Barock; Werke in der Paul-Gerhardt-Kirche in Lübben | Johann Georg Glume                                 |
| Theodor Goecke                                     | 1850        | 1919      | Architekt, Stadtplaner, Baubeamter und Denkmalpfleger; errichtete Erweiterungsbauten der Heil- und Pflegeanstalt Lübben                                                             | [ 34 ]                                             |
| Karl von Götz und Schwanenfließ                    | 1776        | 1858      | Generalmajor; gestorben in Lübben |                                                    |
| Hermann von Graevenitz                             | 1815        | 1890      | Jurist, Reichsgerichtsrat und Mitglied des Deutschen Reichstags; als Staatsanwalt in Lübben                                                                                         |                                                    |
| Maximilian Karl Friedrich Wilhelm Grävell          | 1781        | 1860      | Jurist, Mitglied der Frankfurter Nationalversammlung; lebte zeitweise in Lübben | Maximilian Karl Friedrich Wilhelm Grävell          |
| Friedrich Christian August Hasse                   | 1773        | 1848      | Historiker, Enzyklopädist und Schriftsteller; besuchte das Lyceum in Lübben | Friedrich Christian August Hasse                   |
| Gustav Friedrich Wilhelm von Henning auf Schönhoff | 1830        | 1905      | Generalleutnant; Soldat im Brandenburgischen Jäger-Bataillon Nr. 3 in Lübben | Gustav Friedrich Wilhelm von Henning auf Schönhoff |
| Friedrich Herrmann                                 | 1775        | 1819      | Pädagoge; 1799 bis 1805 Konrektor in Lübben | Friedrich Herrmann                                 |
| Otto Hodler                                        | 1901        | 1990      | Architekt; schuf das Amtsgericht in Lübben |                                                    |
| Renate Holm                                        | 1931        | 2022      | deutsch-österreichische Sängerin (lyrischer Sopran, Koloratursopran); besuchte das Paul-Gerhardt-Gymnasium in Lübben                                                                |                                                    |
| Camilla Horn                                       | 1903        | 1996      | deutsche Schauspielerin; hatte um 1936 bis Anfang der 1940er Jahre mit ihrem Lebenspartner Louis Graveure ein Haus in Lübben                                                        | Camilla Horn                                       |
| Ernst von Houwald                                  | 1778        | 1845      | Schriftsteller und Dramatiker; lebte seit 1822 in Neuhaus (heute zu Lübben) | Ernst von Houwald                                  |
| Karl von Houwald                                   | 1816        | 1883      | Verwaltungsbeamter; gestorben im Schloss Neuhaus (heute zu Lübben) | Karl von Houwald                                   |
| Kurt Hucke                                         | 1882        | 1963      | Geologe; wirkte 1940 bis 1945 als Lehrer in Lübben | [ 35 ]                                             |
| Per Imerslund                                      | 1912        | 1943      | norwegischer Nationalsozialist, Schriftsteller; besuchte die Paul-Gerhardt-Schule in Lübben                                                                                         | Bild                                               |
| Bernd Juds                                         | 1939        | 2004      | Publizist und Schriftsteller; gründete in Lübben die Mozartgesellschaft Berlin-Brandenburg                                                                                          | Bernd Juds                                         |
| Carl Hermann Kanngießer                            | 1820        | 1882      | Jurist und nationalliberaler Politiker; zeitweise Staatsanwalt in Lübben | Carl Hermann Kanngießer                            |
| Adolf Kayser                                       | 1828        | 1912      | Verwaltungsjurist und Reichstagsabgeordneter; Referendariat am Appellationsgericht in Lübben (Spreewald)                                                                            |                                                    |
| Bodewin Keitel                                     | 1888        | 1953      | General der Infanterie im Zweiten Weltkrieg; Soldat im Brandenburgischen Jäger-Bataillon Nr. 3 in Lübben                                                                            | Bodewin Keitel                                     |
| Wolfram Kinze                                      | 1942        |           | Neurologe und Psychiater; Chefarzt der Klinik für Kinder- und Jugendpsychiatrie, Psychotherapie und Psychosomatik in Lübben                                                         | [ 36 ]                                             |
| Jürgen von dem Knesebeck                           | 1888        | 1980      | Politiker (NSDAP); besuchte die Schule in Lübben | Jürgen von dem Knesebeck                           |
| Erich Köhler                                       | 1928        | 2003      | Schriftsteller; 1981 bis 1990 angestellter Schriftsteller beim VEG Radensdorf (Radensdorf gehört heute zu Lübben)                                                                   | Bild                                               |
| Johann Gottlieb Koppe                              | 1782        | 1863      | Agronom und Reformer der Landwirtschaft; besuchte die Schule in Lübben | Johann Gottlieb Koppe                              |
| Klaus Lankheit                                     | 1913        | 1992      | Kunsthistoriker; absolvierte seine militärische Ausbildung in Lübben | Klaus Lankheit                                     |
| Rudolf Lehmann                                     | 1891        | 1984      | Historiker; 1949 bis 1958 Archivar in Lübben |                                                    |
| Edgar Loehrs                                       | 1870        | 1948      | Verwaltungsjurist und Ministerialbeamter; Landrat des Kreises Lübben | Edgar Loehrs                                       |
| Stephan Loge                                       | 1959        |           | Politiker (SPD), Landrat des Landkreises Dahme-Spreewald; lebt in Lübben | Stephan Loge                                       |
| Jürgen Lüth                                        | 1947        |           | Politiker (CDU), Mitglied des Landtags von Brandenburg; seit 2007 Vorstandsvorsitzender des Freundeskreises für Lübben                                                              |                                                    |
| Heinz Mamat                                        | 1930        | 2017      | Bildhauer; Werk Sorbenmädchen in Lübben | Heinz Mamat                                        |
| Waldeck Manasse                                    | 1864        | 1923      | Schriftsteller und sozialdemokratischer Politiker; besuchte die Schule in Lübben |                                                    |
| Hans Carl Erdmann von Manteuffel                   | 1773        | 1844      | Jurist, preußischer Oberlandesgerichtspräsident; 1812 Oberamtsregierungspräsident in Lübben                                                                                         | Hans Carl Erdmann von Manteuffel                   |
| Hermann Mensch                                     | 1831        | 1914      | Lehrer und Autor; lehrte zeitweise in Lübben |                                                    |
| Dietrich von Müller                                | 1891        | 1961      | Generalleutnant der Wehrmacht und Träger des Ritterkreuz des Eisernen Kreuzes; Soldat im Brandenburgischen Jäger-Bataillon Nr. 3 in Lübben                                          |                                                    |
| Gottfried Mussigk                                  | 1642        | 1698      | Jurist, Staatsmann; gestorben in Lübben | Gottfried Mussigk                                  |
| Elias Nathusius                                    | 1628        | 1676      | Kantor an der Leipziger Nikolaikirche; besuchte die Schule in Lübben |                                                    |
| Albert Naumann                                     | 1875        | 1952      | Fechter; gestorben in Lübben |                                                    |
| Bruno Neidhardt von Gneisenau                      | 1811        | 1889      | General der Infanterie; Soldat im Brandenburgischen Jäger-Bataillon Nr. 3 in Lübben                                                                                                 | Bruno Neidhardt von Gneisenau                      |
| Peter Neuber                                       | 1937        | 2013      | Politiker (SPD), Oberbürgermeister von Neunkirchen; Begründer der Städtepartnerschaft mit Lübben                                                                                    | Peter Neuber                                       |
| August Oetken                                      | 1868        | 1951      | Maler des Historismus und Mosaizist; gestaltete das Monumentalgemälde im Wappensaal im Schloss Lübben                                                                               | August Oetken                                      |
| Robert von Patow                                   | 1804        | 1890      | Finanzminister | Robert von Patow                                   |
| Friedrich Pfannschmidt                             | 1864        | 1914      | Bildhauer; schuf das Paul-Gerhardt-Denkmal in Lübben | Friedrich Pfannschmidt                             |
| Johann Gottfried Pilarik                           | 1705        | 1764      | evangelischer Superintendent und Kirchenlieddichter; Rektor am Lyzeum in Lübben |                                                    |
| Olaf Pollack                                       | 1973        |           | Radrennfahrer; begann seine Karriere in Lübben | Olaf Pollack                                       |
| Heinrich Anselm von Promnitz                       | 1564        | 1622      | Landvogt der Niederlausitz; gestorben in Lübben |                                                    |
| Eugen von Puttkamer                                | 1800        | 1874      | Jurist und Politiker; gestorben in Lübben | Eugen von Puttkamer                                |
| Jesco von Puttkamer                                | 1841        | 1918      | Verwaltungsjurist und konservativer Politiker; Landrat des Kreises Lübben | Jesco von Puttkamer                                |
| Rudolf Reichert                                    | 1893        | 1967      | Generalmajor; Kompaniechef der 16. Kompanie des 8. (Preußischen) Infanterie-Regiment in Lübben                                                                                      | Rudolf Reichert (links)                            |
| Carl Reimann                                       | 1857        | nach 1914 | Lehrer, Schriftsteller; 1878 bis 1882 in Lübben tätig | Karl Reimann                                       |
| Eleonore Reuß zu Köstritz                          | 1860        | 1917      | durch Heirat Zarin von Bulgarien; lange Zeit Diakonissin in Lübben | Eleonore Reuß zu Köstritz                          |
| Jens Riewa                                         | 1963        |           | Nachrichtensprecher und Moderator; lebte bis 1982 in Lübben | Jens Riewa                                         |
| Adolf Rörig                                        | 1832        | 1911      | Forstmeister; Soldat im Brandenburgischen Jäger-Bataillon Nr. 3 in Lübben | Adolf Rörig                                        |
| Karl Wilhelm Salice-Contessa                       | 1777        | 1825      | Dichter der Romantik; lebte zeitweise bei Ernst von Houwald in Neuhaus (heute zu Lübben)                                                                                            | Karl Wilhelm Salice-Contessa                       |
| Friedrich Salis                                    | 1880        | 1914      | Historiker und Hochschullehrer; diente beim Brandenburgischen Jäger-Bataillon Nr. 3 in Lübben                                                                                       | Friedrich Salis                                    |
| Ralf Sander                                        | 1963        |           | Bildhauer und Installationskünstler; Werk Mensch ärgere Dich nicht in Lübben | Ralf Sander                                        |
| Quirinus Schacher                                  | 1597        | 1670      | Rechtswissenschaftler; Assessor am Landgericht der Niederlausitz in Lübben | Quirinus Schacher                                  |
| Friedrich-August Schack                            | 1892        | 1968      | General der Infanterie; 1927/28 Kommandeur der 14. Kompanie des 8. Preußischen Infanterie-Regiments in Lübben                                                                       | Friedrich-August Schack                            |
| Hermann Schaefer                                   | 1885        | 1962      | Generalmajor der Wehrmacht; zeitweise in Lübben |                                                    |
| Michael Scharbe                                    | 1650        | 1723      | Maler; gestorben in Lübben |                                                    |
| Franz Schedel                                      | 1915        | 1996      | Chirurg an der Universitätsklinik der LMU München und ärztlicher Direktor des Klinikums Passau; Gründer der Rehabilitationsklinik in Lübben                                         | Bild                                               |
| Immanuel Johann Gerhard Scheller                   | 1735        | 1803      | Altphilologe und Lexikograf; 1761 bis 1771 Rektor am Lyzeum in Lübben | Immanuel Johann Gerhard Scheller                   |
| Franz von Schleussing                              | 1809        | 1887      | Politiker, Mitglied der Frankfurter Nationalversammlung; Offizier im Brandenburgischen Jäger-Bataillon Nr. 3 in Lübben                                                              | Franz von Schleussing                              |
| Friedrich Schmidt-Ott                              | 1860        | 1956      | Politiker, Kultusminister; Reserveoffizier in Lübben | Friedrich Schmidt-Ott                              |
| Lothar Schneider                                   | 1943        |           | Karikaturist; lebt im Lübbener Stadtteil Radensdorf |                                                    |
| Simon Schocken                                     | 1874        | 1929      | Konzerngründer (Kaufhaus Schocken), Bauherr und Gemeindevorsteher; diente im Brandenburgischen Jäger-Bataillon Nr. 3 in Lübben                                                      | Simon Schocken                                     |
| Alexander von Schoeler                             | 1807        | 1894      | Generalleutnant; 1839 bis 1840 kommandiert zu Versuchen mit dem Zündnadelgewehr nach Lübben                                                                                         | Alexander von Schoeler                             |
| Fritz Schrefeld                                    | 1890        | nach 1960 | Rad- und Trabrennfahrer; diente im Brandenburgischen Jäger-Bataillon Nr. 3 in Lübben                                                                                                | Fritz Schrefeld (Mitte)                            |
| Alexander Schuke                                   | 1870        | 1933      | Orgelbauer; schuf die Orgel in der Paul-Gerhardt-Kirche Lübben |                                                    |
| Heinrich Joachim von der Schulenburg               | 1610        | 1665      | Landvogt der Niederlausitz; gestorben in Lübben |                                                    |
| Emil Oskar Schulz                                  | 1846        | 1927      | Brauereigutsbesitzer, Stadtrat in Cottbus; besuchte die Realschule in Lübben | Emil Oskar Schulz                                  |
| Gottfried Ernst Schumann                           | 1779        | 1846      | Rechtswissenschaftler; Assessor am Landgericht des Markgrafentums der Niederlausitz in Lübben                                                                                       |                                                    |
| Matthias Schurig                                   | 1640–1650   | 1697      | Orgelbauer; Orgel in der St. Nikolai-Kirche in Lübben |                                                    |
| Victor Seifert                                     | 1870        | 1953      | Bildhauer; schuf das Jägerdenkmal auf dem Marktplatz in Lübben (nicht erhalten) | [ 37 ]                                             |
| Robert Sennecke                                    | 1885        | 1940      | Pressefotograf, Marathonläufer; gestorben in Lübben | Robert Sennecke                                    |
| Max Simon                                          | 1814        | 1872      | Jurist, Mitglied des Reichstags des Norddeutschen Bundes; Kreisrichter in Lübben |                                                    |
| Werner Skowron                                     | 1943        | 2016      | Politiker (CDU), 1990 amtierender Minister der Finanzen der DDR; tätig bei der Kreissparkasse Lübben                                                                                |                                                    |
| André Southon                                      | 1906        | 1959      | französischer Politiker, Bürgermeister von Montluçon und Senator; als Kriegsgefangener in Lübben                                                                                    | Bild                                               |
| Alfred Spangenberg                                 | 1897        | nach 1938 | Politiker (NSDAP), Reichstagsabgeordneter; Soldat im Brandenburgischen Jäger-Bataillon Nr. 3 in Lübben                                                                              | Alfred Spangenberg                                 |
| Martin Stahn                                       | 1873        | 1953      | Archivar; Leiter des Stadtarchivs in Lübben | [ 38 ]                                             |
| Augustin Strauch                                   | 1612        | 1674      | Rechtswissenschaftler und Diplomat; Beisitzer des Niederlausitzer Landgerichts in Lübben                                                                                            | Augustin Strauch                                   |
| Christian Strauch                                  | 1896        | 1955      | Kunstturner und Heeressportlehrer im Range eines Majors; an der Unteroffiziersschule in Lübben                                                                                      | Christian Strauch                                  |
| Gottfried Suevus der Ältere                        | 1615        | 1659      | Rechtswissenschaftler; Assessor am Landgericht der Niederlausitz in Lübben |                                                    |
| Karl Benedikt Suttinger                            | 1746        | 1830      | Rektor des Lyceums in Lübben | Karl Benedikt Suttinger                            |
| Karl Traugott Thieme                               | 1745        | 1802      | Pfarrer, Lehrer, Schriftsteller; Rektors des Lyceums in Lübben |                                                    |
| René Trehkopf                                      | 1980        |           | Fußballspieler; spielte bei Grün-Weiß Lübben |                                                    |
| Udo von Tresckow                                   | 1808        | 1885      | General der Infanterie; Kompaniechef im Brandenburgischen Jäger-Bataillon Nr. 3 in Lübben                                                                                           | Udo von Tresckow                                   |
| Christian Uhlig                                    | 1944        |           | Baukeramiker und Plastiker; schuf den Kleinen Brunnen am Napoleonbogen in Lübben | Christian Uhlig                                    |
| Paul Wagner                                        | 1617        | 1697      | Jurist, Bürgermeister der Stadt Leipzig; Beisitzer des Provinzialgerichts in Lübben                                                                                                 | Paul Wagner                                        |
| Manfred Walther                                    | 1948        |           | Politiker (CDU), Staatssekretär und amtierender Minister in der DDR; Rechtsanwalt in Lübben                                                                                         |                                                    |
| Alexander Otto Weber                               | 1868        | nach 1933 | Schriftsteller; besuchte das Realgymnasium in Lübben |                                                    |
| Georg Wecker                                       | 1566        | 1633      | Mediziner und Physiker; wirkte 1589 bis 1592 als Arzt in Lübben |                                                    |
| Franz Weineck                                      | 1839        | 1921      | Heimatforscher; 1874 bis 1906 Gymnasialdirektor in Lübben | Franz Weineck                                      |
| Benjamin Gotthold Weiske                           | 1783        | 1836      | Klassischer Philologe; Gymnasiallehrer in Lübben |                                                    |
| Otto Wienhaus                                      | 1937        |           | Forstingenieur, Chemiker und Hochschullehrer; absolvierte eine Forstfacharbeiterlehre im Staatlichen Forstwirtschaftsbetrieb Lübben                                                 | Otto Wienhaus                                      |
| Adolf Wild von Hohenborn                           | 1860        | 1925      | General der Infanterie, Staats- und Kriegsminister; als Soldat beim Brandenburgischen Jäger-Bataillon Nr. 3 in Lübben                                                               | Adolf Wild von Hohenborn                           |
| Volker Winkler                                     | 1957        |           | Radsportler; begann seine Karriere in Lübben | Volker Winkler                                     |
| Jürgen von Woyski                                  | 1929        | 2000      | Bildhauer und Maler; Skulptur Liebespaar unterm Schirm in Lübben | [ 39 ]                                             |
| Karl Salomo Zachariae                              | 1769        | 1843      | Rechtswissenschaftler; Assessor am Landgericht der Niederlausitz in Lübben | Karl Salomo Zachariae                              |
| Jakob Zanach                                       | vor 1580    | nach 1609 | lutherischer Schriftsteller und Verlagsbuchhändler; tätig in Lübben? (Das Vorwort des ersten Bandes seines Hauptwerks Historischen Erquickstunden unterzeichnete er 1609 in Lübben) |                                                    |
| Johann Gottfried Zeiske                            | 1686        | 1756      | Philosoph, Schriftsteller und Pädagoge; Rektor am Gymnasium in Lübben |                                                    |
| Daniel Ziebig                                      | 1983        |           | Fußballspieler; lebte zeitweise in Lübben | Bild                                               |